# Membri dell'Accademia svedese
Il presente elenco raccoglie la lista dei membri dell'Accademia svedese per numero di seggio (stol) occupato. Le date indicano il mandato di ciascun membro, che, in linea generale, detiene il posto a vita (se si esclude Gustaf Mauritz Armfelt che fu espulso due volte)

## Seggio 1
1. Anders Johan von Höpken, 1786-89
2. Nils Philip Gyldenstolpe, 1789-1810
3. Johan Olof Wallin, 1810-39
4. Anders Fryxell, 1840-81
5. Hans Forssell, 1881-1901
6. Carl Bildt, 1901-31
7. Birger Wedberg, 1931-45
8. Birger Ekeberg, 1945-68
9. Sture Petrén, 1969-76
10. Sten Rudholm, 1977-2008
11. Lotta Lotass, 2009-2018
12. Eric M. Runesson, 2018-

## Seggio 2
1. Carl Fredrik Scheffer, 1786 (mai occupato)
2. Abraham Niclas Edelcrantz, 1786-1821
3. Carl Peter Hagberg, 1821-41
4. Christian Eric Fahlcrantz, 1842-66
5. Gunnar Wennerberg, 1866-1901
6. Claes Annerstedt, 1901-27
7. Martin Lamm, 1928-50
8. Ingvar Andersson, 1950-74
9. Torgny T:son Segerstedt, 1975-99
10. Bo Ralph, 1999-

## Seggio 3
1. Olof Celsius, junior, 1786-94
2. Johan Adam Tingstadius, 1794-1827
3. Carl Gustaf von Brinkman, 1828-47
4. Albrecht Elof Ihre, 1848-59 (mai occupato)
5. Johan Börjesson, 1859-66
6. Hans Magnus Melin, 1866-77
7. Carl Gustaf Malmström, 1878-1912
8. Henrik Schück, 1913-47
9. Henrik Samuel Nyberg, 1948-74
10. Carl Ivar Ståhle, 1974-80
11. Sture Allén, 1980-2022, segretario permanente 1986-99
12. David Håkansson, 2023-

## Seggio 4
1. Johan Henric Kellgren, 1786-95
2. Johan Stenhammar, 1797-99
3. Claes Fleming, 1799-1831
4. Carl Adolph Agardh, 1831-59
5. Fredrik Ferdinand Carlson, 1859-87
6. Claes Herman Rundgren, 1887-1906
7. Ivar Afzelius, 1907-21
8. Tor Hedberg, 1922-31
9. Sigfrid Siwertz, 1932-70
10. Lars Forssell, 1971-2007
11. Anders Olsson, 2008-

## Seggio 5
1. Matthias von Hermansson, 1786-89
2. Magnus Lehnberg, 1789-1808
3. Jacob Axelsson Lindblom, 1809-19
4. Carl von Rosenstein, 1819-36
5. Jöns Jakob Berzelius, 1837-48
6. Johan Erik Rydqvist, 1849-77
7. Theodor Wisén, 1878-92
8. Knut Fredrik Söderwall, 1892-1924
9. Axel Kock, 1924-35
10. Bengt Hesselman, 1935-52
11. Henry Olsson, 1952-85
12. Göran Malmqvist, 1985-2019
13. Ingrid Carlberg, 2020-

## Seggio 6
1. Johan Wingård, 1786-1818
2. Adolf Göran Mörner, 1818-38
3. Anders Abraham Grafström, 1839-70
4. Fredrik August Dahlgren, 1871-95
5. Hans Hildebrand, 1895-1913
6. Sven Hedin, 1913-52
7. Sten Selander, 1953-57
8. Olle Hedberg, 1957-74
9. Per Olof Sundman, 1975-92
10. Birgitta Trotzig, 1993-2011
11. Tomas Riad, 2011-

## Seggio 7
1. Axel von Fersen, senior, 1786-94
2. Axel Gabriel Silverstolpe, 1794-1816
3. Anders Carlsson af Kullberg, 1817-51
4. Carl August Hagberg, 1851-64
5. Wilhelm Erik Svedelius, 1864-89
6. Nils Fredrik Sander, 1889-1900
7. Albert Theodor Gellerstedt, 1901-14
8. Selma Lagerlöf, 1914-40
9. Hjalmar Gullberg, 1940-61
10. Karl Ragnar Gierow, 1961-82, segretario permanente 1964-77
11. Knut Ahnlund, 1983-2012
12. Sara Danius, 2013-2019, segretario permanente 2015-2018
13. Åsa Wikforss, 2019-

## Seggio 8
1. Johan Gabriel Oxenstierna, 1786-1818
2. Esaias Tegnér, 1818-46
3. Carl Wilhelm Böttiger, 1847-78
4. Carl David af Wirsén, 1879-1912, segretario permanente 1883-1884
5. Verner von Heidenstam, 1912-40
6. Pär Lagerkvist, 1940-74
7. Östen Sjöstrand, 1975-2006
8. Jesper Svenbro, 2006-

## Seggio 9
1. Gudmund Jöran Adlerbeth, 1786-1818
2. Hans Järta, 1819-47
3. Carl David Skogman, 1847-56
4. Henning Hamilton, 1856-81, segretario permanente dal 1874 (dimesso)
5. Esaias Tegnér, junior, 1882-1928
6. Otto von Friesen, 1929-42
7. Einar Löfstedt, 1942-55
8. Ture Johannisson, 1955-90
9. Torgny Lindgren, 1991-2017
10. Jayne Svenungsson 2017-2019
11. Ellen Mattson 2019-

## Seggio 10
1. Anders af Botin, 1786-90
2. Christoffer Bogislaus Zibet, 1790-1809
3. Gustaf Lagerbielke, 1809-37
4. Carl Fredrik af Wingård, 1837-51
5. Henrik Reuterdahl, 1852-70
6. Paul Genberg, 1871-75
7. Carl Snoilsky, 1876-1903
8. Harald Hjärne, 1903-22
9. Fredrik Böök, 1922-61
10. Erik Lönnroth, 1962-2002
11. Peter Englund, 2002- , segretario permanente 2009-2015

## Seggio 11
1. Nils von Rosenstein, 1786-1824, segretario permanente dal 1786
2. Lars Magnus Enberg, 1824-65
3. Bror Emil Hildebrand, 1866-84, segretario permanente 1881-83
4. Clas Theodor Odhner, 1885-1904
5. Erik Axel Karlfeldt, 1904-31, segretario permanente dal 1913
6. Torsten Fogelqvist, 1931-41
7. Nils Ahnlund, 1941-57
8. Eyvind Johnson, 1957-76
9. Ulf Linde, 1977-2013
10. Klas Östergren, 2014-2018
11. Mats Malm, 2018-

## Seggio 12
1. Elis Schröderheim, 1786-95
2. Isac Reinhold Blom, 1797-1826
3. Gustaf Fredrik Wirsén, 1826-27
4. Bernhard von Beskow, 1828-68, segretario permanente dal 1834
5. Carl Gustaf Strandberg, 1869-1874, segretario permanente 1872-1874
6. Anders Anderson, 1875-92
7. Adolf Erik Nordenskiöld, 1893-1901
8. Gustaf Retzius, 1901-19
9. Adolf Noreen, 1919-25
10. Bo Bergman, 1925-67
11. Sten Lindroth, 1968-80
12. Werner Aspenström, 1981-97
13. Per Wästberg, 1997-

## Seggio 13
1. Gustaf Fredrik Gyllenborg, 1786-1808
2. Frans Michael Franzén, 1808-47, segretario permanente 1824-34
3. Bernhard Elis Malmström, 1849-65
4. Carl Anders Kullberg, 1865-97
5. Karl Alfred Melin, 1898-1919
6. Anders Österling, 1919-81, segretario permanente 1941-64
7. Gunnel Vallquist, 1982-2016
8. Sara Stridsberg, 2016-2018
9. Anne Swärd, 2019-

## Seggio 14
1. Gustaf Mauritz Armfelt, 1786-1794 (espulso)
2. Malte Ramel, 1797-1824
3. Erik Gustaf Geijer, 1824-47
4. Elias Fries, 1847-78
5. Carl Rupert Nyblom, 1879-1907
6. Per Hallström, 1908-60, segretario permanente 1931-41
7. Ragnar Josephson, 1960-66
8. Lars Gyllensten, 1966-2006, segretario permanente 1977-86
9. Kristina Lugn, 2006-2020
10. Steve Sem-Sandberg, 2020-

## Seggio 15
1. Carl Gustaf Nordin, 1786-1812
2. Carl Birger Rutström, 1812-26
3. Johan David Valerius, 1826-52
4. Ludvig Manderström, 1852-1873, segretario permanente 1869-1872
5. Anton Niklas Sundberg, 1874-1900
6. Gottfrid Billing, 1900-25
7. Hans Larsson, 1925-44
8. Elin Wägner, 1944-49
9. Harry Martinson, 1949-78
10. Kerstin Ekman, 1978-2018
11. Jila Mossaed, 2018-

## Seggio 16
1. Carl Gustaf af Leopold, 1786-1829
2. Samuel Grubbe, 1830-53
3. Israel Hwasser, 1854-60
4. Carl Vilhelm August Strandberg, 1862-77
5. Viktor Rydberg, 1877-95
6. Waldemar Rudin, 1896-1921
7. Nathan Söderblom, 1921-31
8. Tor Andræ, 1932-47
9. Elias Wessén, 1947-81
10. Kjell Espmark, 1981-2022
11. Anna-Karin Palm, 2023-

## Seggio 17
1. Johan Murberg, 1787-1805
2. Gustaf Mauritz Armfelt, 1805-1811 (espulso)
3. Gustaf af Wetterstedt, 1811-37
4. Anders Magnus Strinnholm, 1837-62
5. Louis Gerhard De Geer, 1862-96
6. Pehr Jacob von Ehrenheim, 1897-1918
7. Hjalmar Hammarskjöld, 1918-53
8. Dag Hammarskjöld, 1954-61
9. Erik Lindegren, 1962-68
10. Johannes Edfelt, 1969-97
11. Horace Engdahl, 1997-, segretario permanente 1999-2009

## Seggio 18
1. Nils Lorens Sjöberg, 1787-1822
2. Anders Fredrik Skjöldebrand, 1822-34
3. Pehr Henrik Ling, 1835-39
4. Per Daniel Amadeus Atterbom, 1839-55
5. Johan Henrik Thomander, 1855-65
6. Gustaf Ljunggren, 1865-1905
7. Vitalis Norström, 1907-16
8. Oscar Montelius, 1917-21
9. Albert Engström, 1922-40
10. Gunnar Mascoll Silfverstolpe, 1941-42
11. Gustaf Hellström, 1942-53
12. Bertil Malmberg, 1953-58
13. Gunnar Ekelöf, 1958-68
14. Artur Lundkvist, 1968-91
15. Katarina Frostenson, 1992-2019
16. Tua Forsström, 2019-